# Kreuz und Krone

Kreuz und Krone

Das traditionell christliche Symbol von Kreuz und Krone (Kreuz inmitten einer Krone) fand in vielen Kirchen und in der Heraldik Verwendung. Symbolisch stellt es die Belohnung im Himmel (die Krone) dar, nachdem die Versuchungen in diesem Leben (das Kreuz) überwunden wurden (Jakobus 1,12 ).

## Heraldik
Das Symbol ist u. a. enthalten im Wappen der Familie Buscaglia, aus der Kardinal Ignazio Buscaglia (1731–1803) und der Großmeister des Malteserordens Antonio Buscaglia (1767–1834) stammten.

## Luthertum
In Johann Sebastian Bachs Kantate Weinen, Klagen, Sorgen, Zagen (BWV 12) beginnt die Arie Nr. 4 mit den Worten: „Kreuz und Krone sind verbunden“. Sie formuliert im Mittelteil der Da-capo-Arie die Worte: „Christen haben alle Stunden ihre Qual“ und weist damit im Sinne von Jakobus 1,12 auf den Zusammenhang zwischen dem Leiden der Christen und der Verheißung ewiger Geborgenheit hin.

## Bibelforscherbewegung
Im Banner der Bibelforscherbewegung ist dieses Symbol enthalten. Das Kreuz und die Krone werden dabei von einem Kranz aus Lorbeer umrahmt. Das Symbol erschien ab 1891 auf den Titelseiten der Zeitschrift Wacht-Turm und Verkündiger der Gegenwart Christi. Kreuz-und-Krone-Anstecknadeln wurden von Bibelforschern bei ihren Kongressen getragen. Die Wachtturm-Gesellschaft, deren Mitglieder später den Namen Jehovas Zeugen annahmen, begann jedoch 1928 von der Verwendung der Anstecknadeln abzuraten, und ab 1931 verwendete man das Logo auch nicht mehr auf der Titelseite des Wachtturms. Die Freien Bibelforscher verwenden dieses Symbol bis heute auf der Titelseite ihrer Zeitschrift Die Neue Schöpfung.

## Christian Science
Das Symbol wird auch verwendet in dem Siegel der Kirche der Christian Science, wo es umgeben ist von den Worten „Heilt Kranke, weckt Tote auf, reinigt Aussätzige, treibt Dämonen aus“, in Anlehnung an ein Wort Jesu aus dem Matthäusevangelium 10,8 . In diesem Zusammenhang steht die Krone für den Sieg über den Tod.

## Weiteres
- Unter dem Titel „Kreuz und Krone“ präsentiert sich seit 2022 das Dom- und Diözesanmuseum Speyer.